# Caloptilia pseudoaurita
Caloptilia pseudoaurita là một loài bướm đêm thuộc họ Gracillariidae. Loài này sinh sống ở Ghana và Nigeria.